# Amy Poehler
Amy Poehler (/ˈpoʊlər/; n. 16 septembrie 1971, Massachusetts, SUA) este o actriță americană. După ce a studiat arta improvizației la Second City și ImprovOlympic la Chicago la începutul anilor 1990, ea a plecat la New York în 1996 pentru a face parte din Upright Citizens Brigade. Popularitatea grupului i-a adus un serial de comedie de jumătate de oră pe Comedy Central, în 1998.
A fost membră permanentă a distribuției serialul de televiziune „Saturday Night Live” difuzat de NBC din 2001 până în 2008, fiind cunoscută pentru scenetele cu Tina Fey, pentru care a primit un premiu Emmy. Din 2009 până în 2015, ea a jucat-o pe Leslie Knope în sitcomul Parks and Recreation, pentru care a câștigat Globul de Aur pentru cea mai bună actriță de televiziune într-o comedie în 2014.

## Viața timpurie
Poehler s-a născut în Newton, Massachusetts, avându-i ca părinți pe profesorii Eileen și William Poehler. Fratele Ei, Greg Poehler, este un producător și actor. Ea a crescut în apropiere de Burlington. Tatăl ei este de origine engleză, germană, irlandeză și portugheză, în timp ce mama ei este de origine Irlandeză. Ea este catolică, și a absolvit de la liceul Burlington în 1989.
În timp ce participa la Boston College, Poehler a fost un membru al trupei de improvizație My Mother's Fleabag. Ea a absolvit de la Colegiul Boston cu o diplomă în mass-media și comunicații în 1993 și s-a mutat la Chicago, unde a studiat improvizația la Second City cu prietena și viitorul co-star Tina Fey. De asemenea, Ea a studiat cu Del Close la ImprovOlympic.

## Filmografie
- Un gigolo de doi bani (1999)
- Cel mai scurt drum spre fericire (2007)

## Legături externe
- Amy Poehler la Internet Movie Database